# Ernest Gevers
Ernest Gevers, född 28 augusti 1891 i Antwerpen, död 1965, var en belgisk fäktare.
Gevers blev olympisk silvermedaljör i värja vid sommarspelen 1924 i Paris.